# Dognecea
Dognecea é uma comuna romena localizada no distrito de Caraș-Severin, na região de Banato. A comuna possui uma área de 75.73 km² e sua população era de 2013 habitantes segundo o censo de 2007.